# The very best of güt years 1994-1997
『the very best of güt years 1994-1997』（ザ・ベリー・ベスト・オブ・グート・イヤーズ 1994-1997）は、日本の作曲家である坂本龍一の9枚目のベスト・アルバム。
1998年4月22日にFOR LIFEのgütレーベルからリリースされた。
本作は、坂本が1994年から1997年まで在籍していたgütレーベルから発表された楽曲を中心に、アルバム未収録曲や初CD化作品が収録されている。

## リリース
1998年4月22日にFOR LIFEのgütレーベルから、CDのみでリリースされた。

## 批評
| 専門評論家によるレビュー | 専門評論家によるレビュー |
| レビュー・スコア         | レビュー・スコア         |
| 出典                     | 評価                     |
| ------------------------ | ------------------------ |
| CDジャーナル             | 肯定的                   |

『CDジャーナル』は、総評として「坂本ファンならぜひ手元に欲しい、バラエティに富んだ1枚」と肯定的な評価を下している。

## 収録曲
| 全作曲: 坂本龍一。 |                                                         |                                                   |            |                                                   |      |
| #                  | タイトル                                                | 作詞                                              | 作曲・編曲 | 収録作品                                          | 時間 |
| 1.                 | 「A Flower Is Not A Flower」                            |                                                   | 坂本龍一   | 映像作品『Ryuichi Sakamoto Trio World Tour 1996』 | 5:51 |
| 2.                 | 「二人の果て」(坂本龍一 featuring 今井美樹)             | 大貫妙子                                          | 坂本龍一   | アルバム『スウィート・リヴェンジ』                | 5:56 |
| 3.                 | 「The Other Side of Love」(坂本龍一 featuring Sister M) | 坂本龍一                                          | 坂本龍一   | シングル『The Other Side of Love』                | 5:19 |
| 4.                 | 「愛してる、愛してない」(坂本龍一 featuring 中谷美紀)   | 大貫妙子                                          | 坂本龍一   | アルバム『スムーチー』                            | 5:09 |
| 5.                 | 「Moving On」                                           | J-Me                                              | 坂本龍一   | アルバム『スウィート・リヴェンジ』                | 5:41 |
| 6.                 | 「1919」                                                |                                                   | 坂本龍一   | 映像作品『PLAYING THE ORCHESTRA 1997 “f”』        | 5:22 |
| 7.                 | 「Jungle Live Mix of Untitled 01-2nd Movement - Anger」 |                                                   | 坂本龍一   | アルバム『DISCORD』                               | 5:42 |
| 8.                 | 「美貌の青空 (Michael Angelo Saulsberry Remix)」        | 売野雅勇                                          | 坂本龍一   | リミックス・アルバム『スヌーティー』              | 5:14 |
| 9.                 | 「Merry Christmas Mr.Lawrence」                         |                                                   | 坂本龍一   | セルフカバー・アルバム『1996』                    | 4:46 |
| 10.                | 「TANGO」                                               | - 大貫妙子 - スペイン語文: フェルナンド・アポンテ | 坂本龍一   | アルバム『スムーチー』                            | 4:36 |
| 11.                | 「Floating Along」                                      |                                                   | 坂本龍一   | 初CD化                                            | 5:18 |
| 12.                | 「A DAY IN THE PARK」                                   | ヴィヴィアン・セッソムス                          | 坂本龍一   | アルバム『スムーチー』                            | 5:17 |
| 13.                | 「君と僕と彼女のこと」(坂本龍一 featuring 高野寛)       | 大貫妙子                                          | 坂本龍一   | アルバム『スウィート・リヴェンジ』                | 5:10 |
| 14.                | 「Parolibre」                                           |                                                   | 坂本龍一   | セルフカバー・アルバム『1996』                    | 3:23 |
| 合計時間:          | 合計時間:                                               | 合計時間:                                         | 合計時間:  | 72:44                                             |      |

## メディアでの使用
| # | 曲名                       | タイアップ                                                                   | 出典  |
| - | -------------------------- | ---------------------------------------------------------------------------- | ----- |
| 2 | 「二人の果て」             | 明治製菓『Melty Kiss』TV-CMソング                                            | [ 3 ] |
| 3 | 「The Other Side of Love」 | よみうりテレビ・日本テレビ系 連続ドラマ『ストーカー 逃げきれぬ愛』主題歌     | [ 4 ] |
| 6 | 「1919」                   | MITSUBISHI 携帯電話デジタル・ディーガ/カラー・ディスプレイモニターTV CF SONG |       |

## リリース履歴
| No. | 日付          | 国名 | レーベル       | 規格 | 規格品番  | 備考 |
| --- | ------------- | ---- | -------------- | ---- | --------- | ---- |
| 1   | 1998年4月22日 | 日本 | FOR LIFE / güt | CD   | FLCG-3035 |      |